# Belisana banlakwo
Belisana banlakwo là một loài nhện trong họ Pholcidae. Loài này được phát hiện ở Thái Lan.